# نيبويشا سافيتش
نيبويشا سافيتش هو لاعب كرة قدم صربي في مركز الدفاع، ولد في 4 يناير 1980 في لوزنيتسا في صربيا. لعب مع بي أيه إس كيه بيوغراد وتيموك زاييتشار ونادي تشوكاريتشكي.

## وصلات خارجية
- نيبويشا سافيتش على موقع قاعدة بيانات كرة القدم.إي يو (الإنجليزية)
- نيبويشا سافيتش على موقع Soccerway.com (الإنجليزية)